# Хоппер, Стивен Дональд
Стивен Дональд Хоппер (англ. Stephen Donald Hopper; род. 18 июня 1951 года) — австралийский ботаник, специализируется на природоохранной биологии и сосудистых растениях.

## Биография
Написал 8 книг, имеет более 200 публикаций. Был директором Kings Park (англ.) в Перте (Австралия) в течение 7 лет, и главным исполнительным директором ботанических садов и парков в течение пяти лет. Занимает должность профессора биологии сохранения растений в Университете Западной Австралии. Был директором Королевских ботанических садов в Кью с 2006 до 2012 года.

## Публикации
- Life on the Rocks. 2008. Fremantle Press ISBN 978-1-921361-28-9
- Soul of the Desert. 2005. Fremantle Press ISBN 978-1-921064-06-7